# Estadio Baltazar Guevara
El estadio Baltazar Guevara es un estadio multiusos. Está ubicado en la ciudad de Santa Ana, provincia de Manabí. Fue inaugurado en 1958. Es usado para la práctica del fútbol, Tiene capacidad para 3000 espectadores.

## Historia

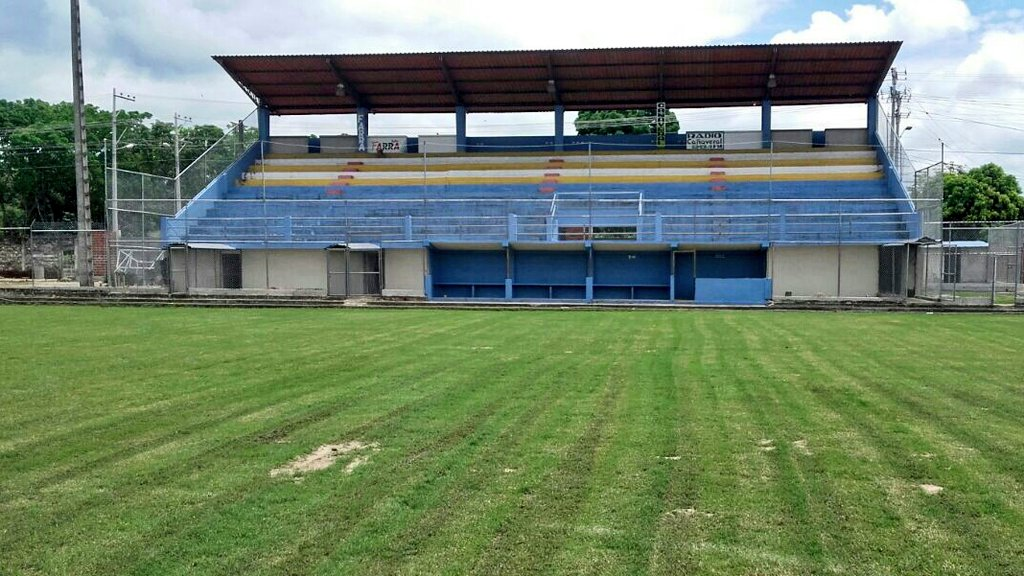
Vista de la tribuna principal

El estadio ha desempeñado un importante papel en el fútbol local, ya que los clubes de santanenses como el Club Malecón hacen o hacían de local en este escenario deportivo, que participan en la Segunda Categoría de Ecuador.
El estadio es sede de distintos eventos deportivos a nivel local, ya que también es usado para los campeonatos escolares de fútbol que se desarrollan en la ciudad en las distintas categorías, también puede ser usado para eventos culturales, artísticos, musicales de la localidad.
El estadio tiene instalaciones con camerinos para árbitros, equipos local y visitante, zona de calentamiento, cabinas de prensa, entre otros servicios para los aficionados.
Además el recinto deportivo es sede de:
- Campeonatos Interprovinciales de fútbol.
- Entrenamientos disciplinas fútbol y atletismo.

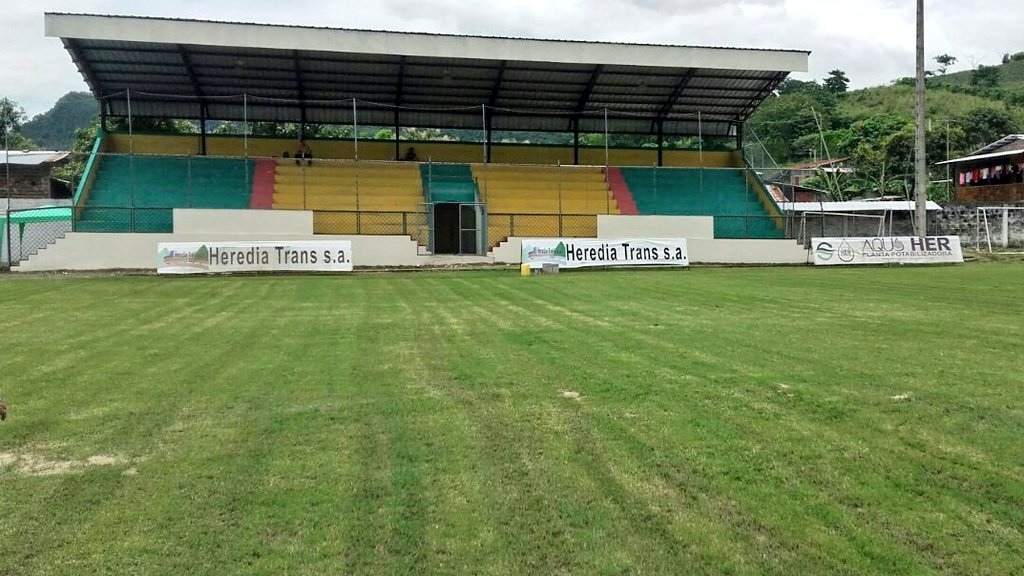
Vista de la preferencia

En el estadio se han realizado partidos amistosos de gran importancia entre equipos de Primera División de Ecuador como lo son la Liga Deportiva Universitaria de Portoviejo y el Deportivo Cuenca, partido realizado como parte de la pretemporada de ambos equipos previo a sus respectivas participaciones en los torneos de Serie A y Serie B de la Temporada 2016 del fútbol ecuatoriano, dicho encuentro se realizó el viernes 15 de enero de 2016 a las 16:00, como resultado final quedó favorable al equipo austral por el marcador de 0 : 1 con anotación de Ángel Cheme.
En la temporada 2017 el club de Portoviejo el Colón Fútbol Club decide cambiar de sede para partidos de local en el torneo de Serie B 2017 para el recinto deportivo de la ciudad de Santa Ana, dejando atrás el Estadio Reales Tamarindos, así por primera vez en la historia del escenario deportivo será sede de partidos de Primera Categoría del fútbol ecuatoriano, el partido que marcará al estadio Baltazar Guevara será jugado el sábado 8 de abril de 2017 a las 15:00, se enfrentaron el local Colón F. C. contra el visitante Técnico Universitario de Ambato.

## Remodelación
En el año 2017 se decide reconstruir el estadio que se vio afectado por el terremoto del 16 de abril y por el mal temporal invernal que afectaron a la provincia, así mediante un crédito que fue financiado por la Confederación Sudamericana de Fútbol y la Federación Internacional de Fútbol Asociado en ayuda con la Federación Ecuatoriana de Fútbol, el aporte fue de 500 000 dólares, se logró adecentar el estadio reconstruyendo el muro exterior de cercamiento, entre otras correcciones en toda la infraestructura, con estas mejoras el estadio quedó listo para ser utilizado en Campeonatos de Segunda Categoría y Primera Categoría profesional.

## Galería

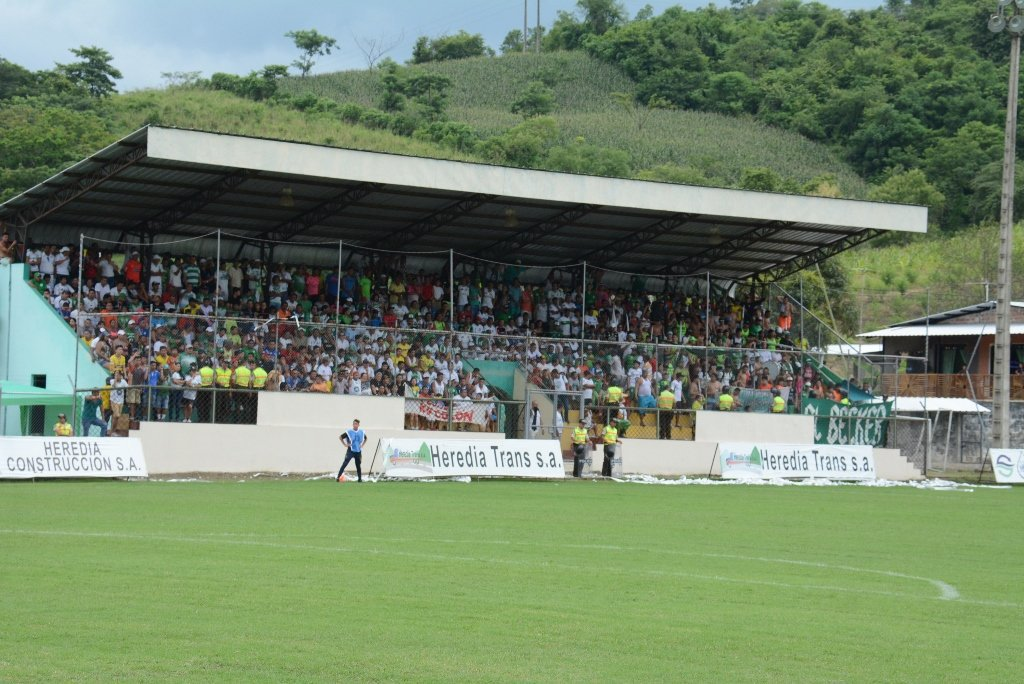
Preferencia (vista izquierda)
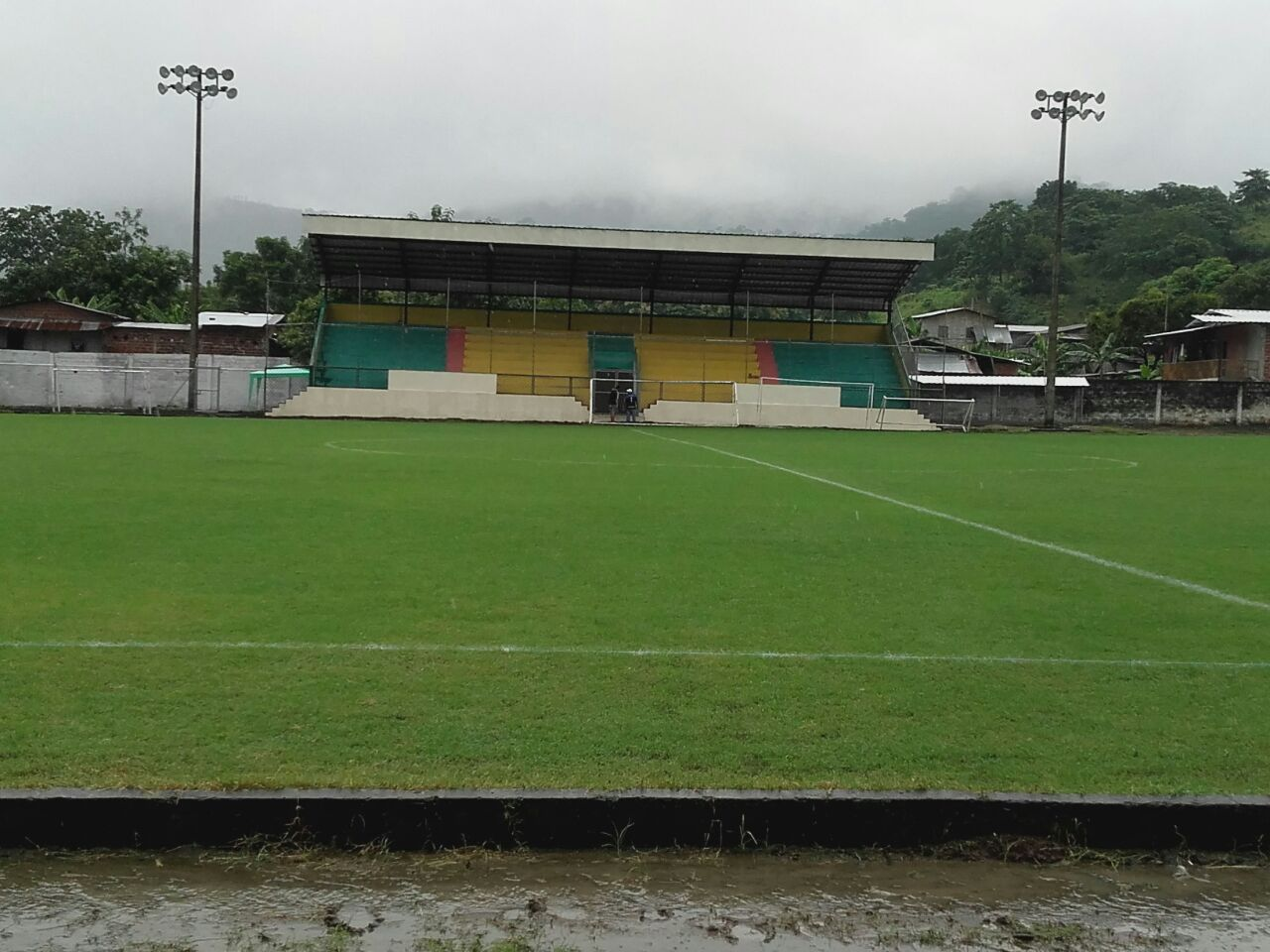
Preferencia (vista frontal)
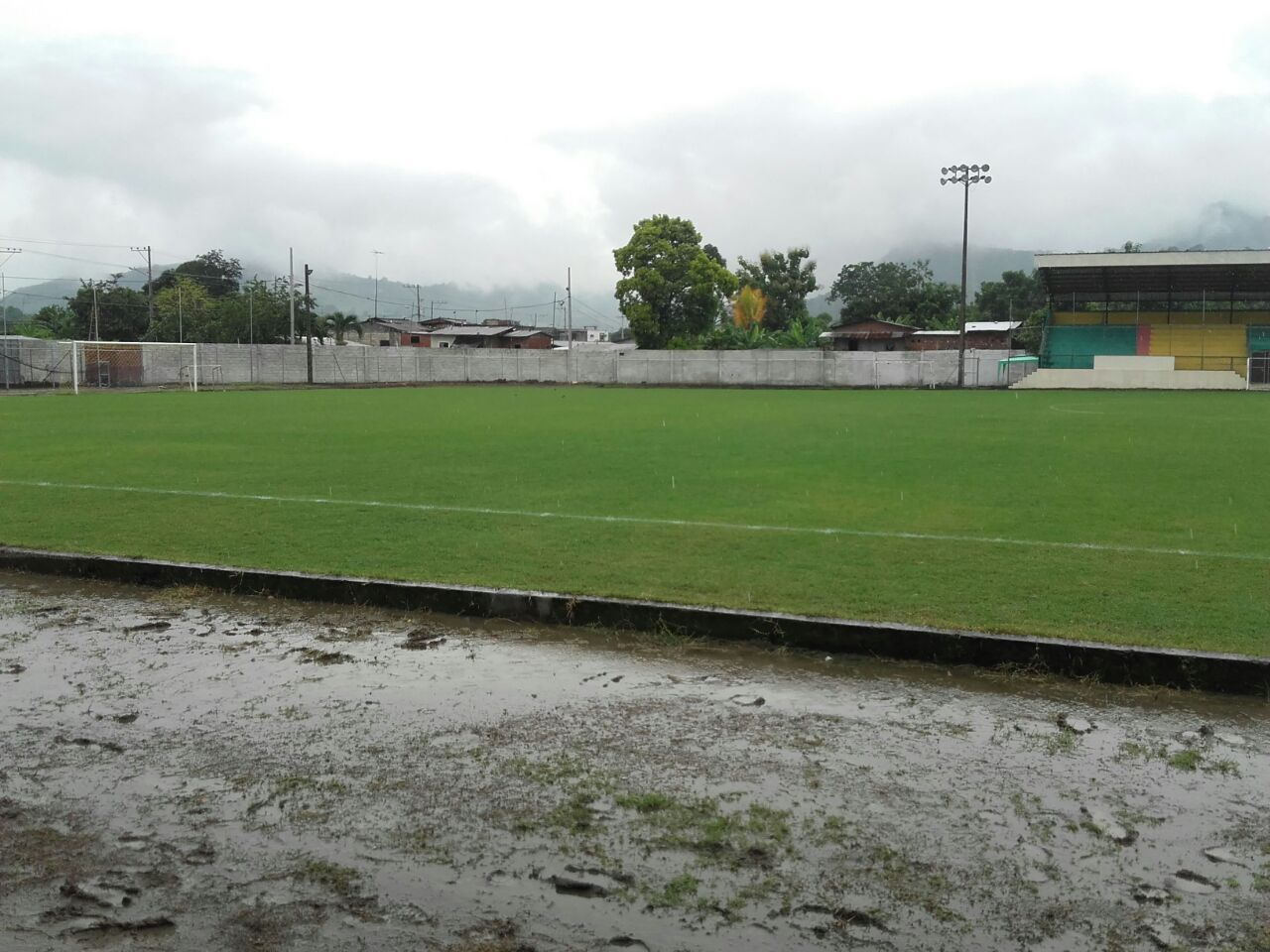
Vista de la cancha
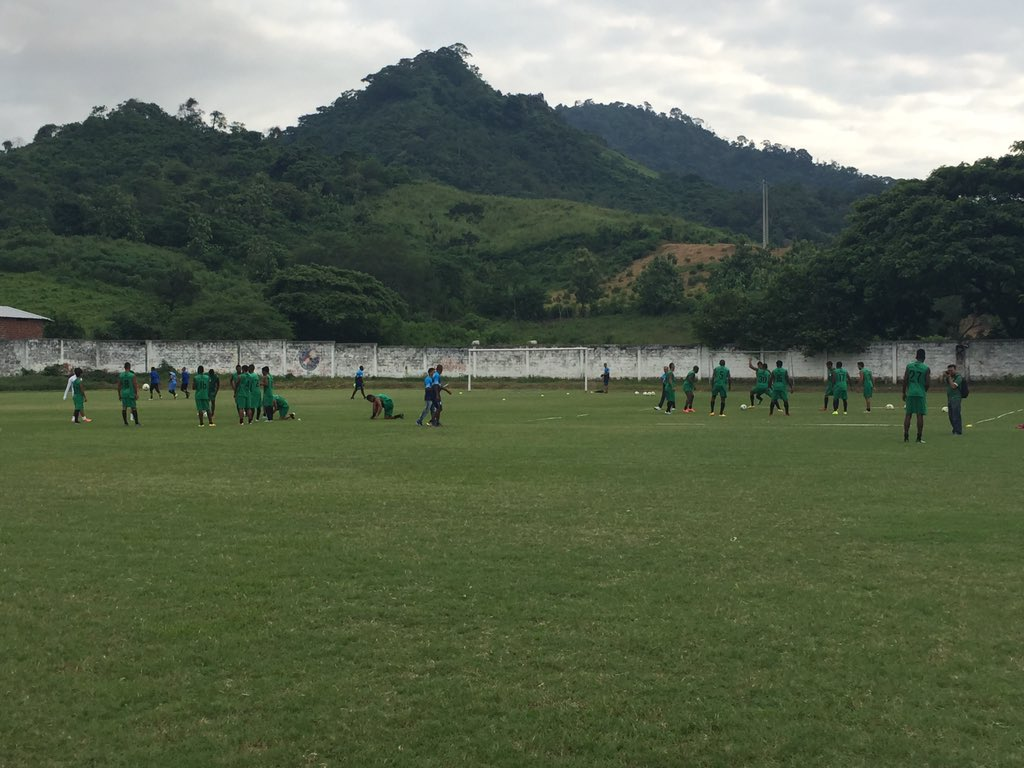
Vista de la cancha
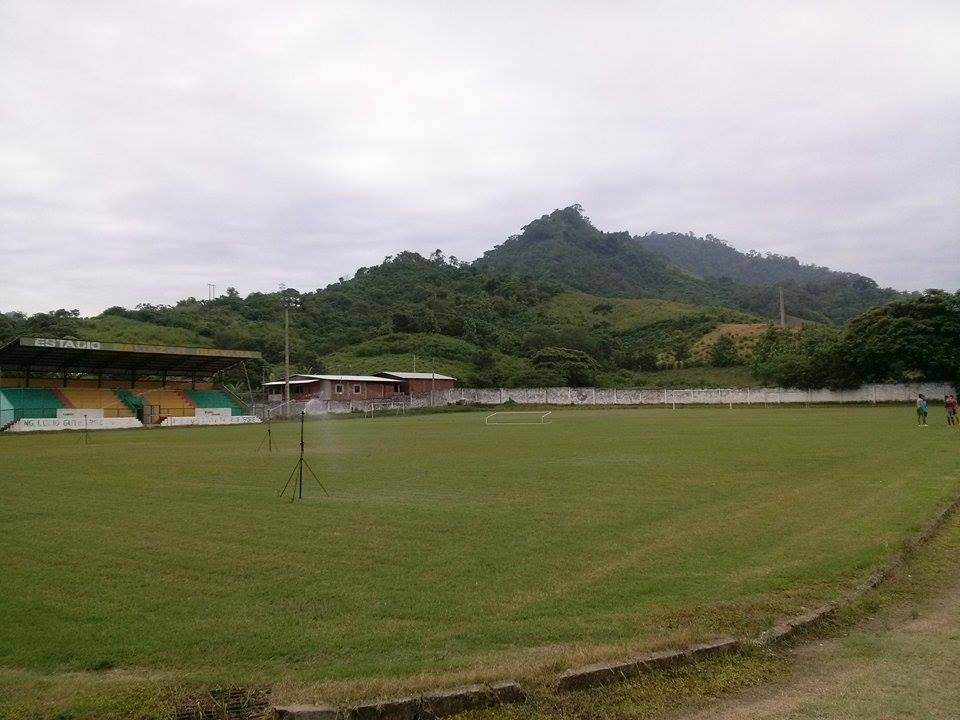
Vista de la cancha
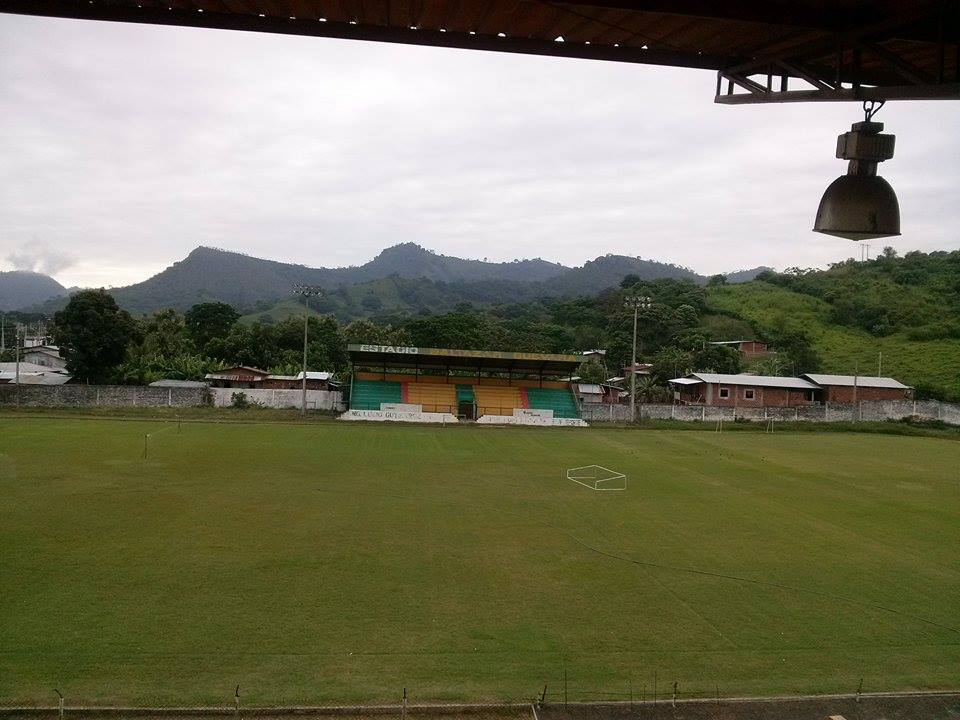
Vista desde la tribuna